# Muara Gula Lama
Muara Gula Lama is een bestuurslaag in het regentschap Muara Enim van de provincie Zuid-Sumatra, Indonesië. Muara Gula Lama telt 1577 inwoners (volkstelling 2010).